# Alexandra Coletti
Alexandra Coletti (Mónaco, 8 de agosto de 1983) es una corredora de esquí alpino monegasca que ha competido para la Federación de Esquí de Mónaco desde la temporada 2005/2006. Ha competido en la Copa del Mundo desde 2001 y ha participado en los Juegos Olímpicos de Invierno y Campeonato Mundial de Esquí Alpino desde 2006. Fue la primera mujer en representar a Mónaco en unos Juegos Olímpicos de Invierno y es hermana del corredor de autos Stefano Coletti.

## Carrera
Coletti participó en carreras de la Federación Internacional de Esquí (FIS) a partir de la temporada 1998/99 y participó por primera vez en la Copa de Europa el siguiente invierno. Coletti, especialista en las disciplinas de descenso y super gigante, compitió en su primera carrera de la Copa del Mundo de Esquí Alpino en febrero de 2001 en Lenzerheide. Después de algunas victorias en carreras FIS y varios resultados entre los 10 primeros en la Copa de Europa y en los Campeonatos del Mundo en categoría Junior, incluido un cuarto lugar en el super gigante en 2003, Coletti participó regularmente en la Copa del Mundo desde la temporada 2003/2004. Hizo su debut con puntos en la Copa del Mundo en diciembre de 2003, terminando en el puesto 23 en el descenso de lago Louise. Al mes siguiente, ocupó el puesto 21 en Megève en super gigante, que se mantuvo como su mejor resultado en la Copa del Mundo, ya que rara vez terminó entre los 30 primeros durante los dos años siguientes. Coletti compitió para la Federación Italiana de Deportes de Invierno hasta 2005, ya que antes de la temporada 2005/06 se mudó a Mónaco. En su segunda temporada bajo la bandera monegasca, Coletti logró sus mejores resultados en la Copa del Mundo hasta la fecha: 15º en descenso en Val-d'Isère y 20º en super gigante en el lago Louise, ambos en diciembre de 2006. Sin embargo, no logró establecerse de manera permanente entre los 30 mejores corredores del mundo. A pesar de numerosas participaciones en la Copa del Mundo después de la temporada más exitosa para ella, 2006/07, en la que terminó entre las 25 primeras cinco veces, rara vez logró ubicarse en el ranking de puntos de la Copa del Mundo.
Coletti ha participando en los Juegos Olímpicos y Campeonatos del Mundo desde que se trasladó a la Asociación Monegasca. En los Juegos Olímpicos de Invierno de 2006 en Turín, compitió en las cinco disciplinas alpinas y su mejor resultado fue el puesto 31 en descenso. Cuatro años después en los Juegos Olímpicos de Invierno de Vancouver 2010, participó en todas las disciplinas alpinas a excepción del eslalon y logró el mejor resultado en el puesto 19 de la supercombinada. En su primera participación en el Campeonato Mundial de 2007 en Åre, su mejor resultado fue el puesto 23 en el super gigante. Después de no terminar ninguna de sus tres carreras en el Campeonato Mundial de 2009, terminó entre las 30 primeras en todas sus participaciones en Garmisch-Partenkirchen en el Campeonato de 2011, donde su mejor resultado fue el puesto 22 en supercombinada.
Su mejor resultado en la Copa del Mundo hasta la fecha, el puesto 22 obtenido en el Campeonato Mundial de 2011, lo superó al quedar en el puesto 21 en el Campeonato Mundial de 2015 en Vail/Beaver Creek, en descenso. En la supercombinada de ese campeonato, abandonó la carrera en la etapa de descenso, tras el sexto mejor tiempo intermedio, justo antes de la meta.

## Logros

### Juegos Olímpicos de Invierno
- Turín 2006: 31° descenso, 33° eslalon, 41° super gigante[1]
- Vancouver 2010: 19° supercombinada, 24° descenso, 25° super gigante[3]
- Pyeongchang 2018: 27° descenso, 30° super gigante

### Campeonatos mundiales
- Åre 2007: 23° super gigante, 25° descenso
- Garmisch-Partenkirchen 2011: 22° supercombinada, 24° descenso, 30° super gigante[1]
- Schladming 2013: 30° descenso[1]
- Vail/Beaver Creek 2015: 21° descenso
- Åre 2019: 27° descenso

### Copa Mundial
- 2 lugares en el top 20

### Campeonatos del mundo júnior
- Quebec 2000: 10° descenso, 20° super gigante
- Verbier 2001: 29° descenso
- Tarvisio 2002: 8° super gigante, 9° descenso
- Briançonnais 2003: 4° super gigante, 11° descenso

### Otros logros
- 2 podios en la Copa de Europa de Esquí Alpino
- 2 victorias en la Copa Sudamericana de Esquí Alpino
- 8 victorias en carreras FIS